# Оксана Сабо
Оксана Сабо (нар. Кіровоград, Україна) — українська модель. Переможниця конкурсу краси «Міс Україна»-1992, учасниця «Міс Світу»-1992, де виборола перше місце за найкращий національний костюм.

## Життєпис
Оксана Сабо одружилася з бізнесменом та переїхала жити у Францію. Спочатку працювала менеджеркою з продажів, а потім разом з чоловіком створила фірму з продажу відео та аудіотехніки. Згодом переїхала у США, нині меншкає у Нью-Йорку.